# اکینوپسیس سیلوستری
اکینوپسیس سیلوستری(نام علمی: Echinopsis silvestrii) نام یک گونه از سرده اکینوپسیس است.